# Warne Marsh

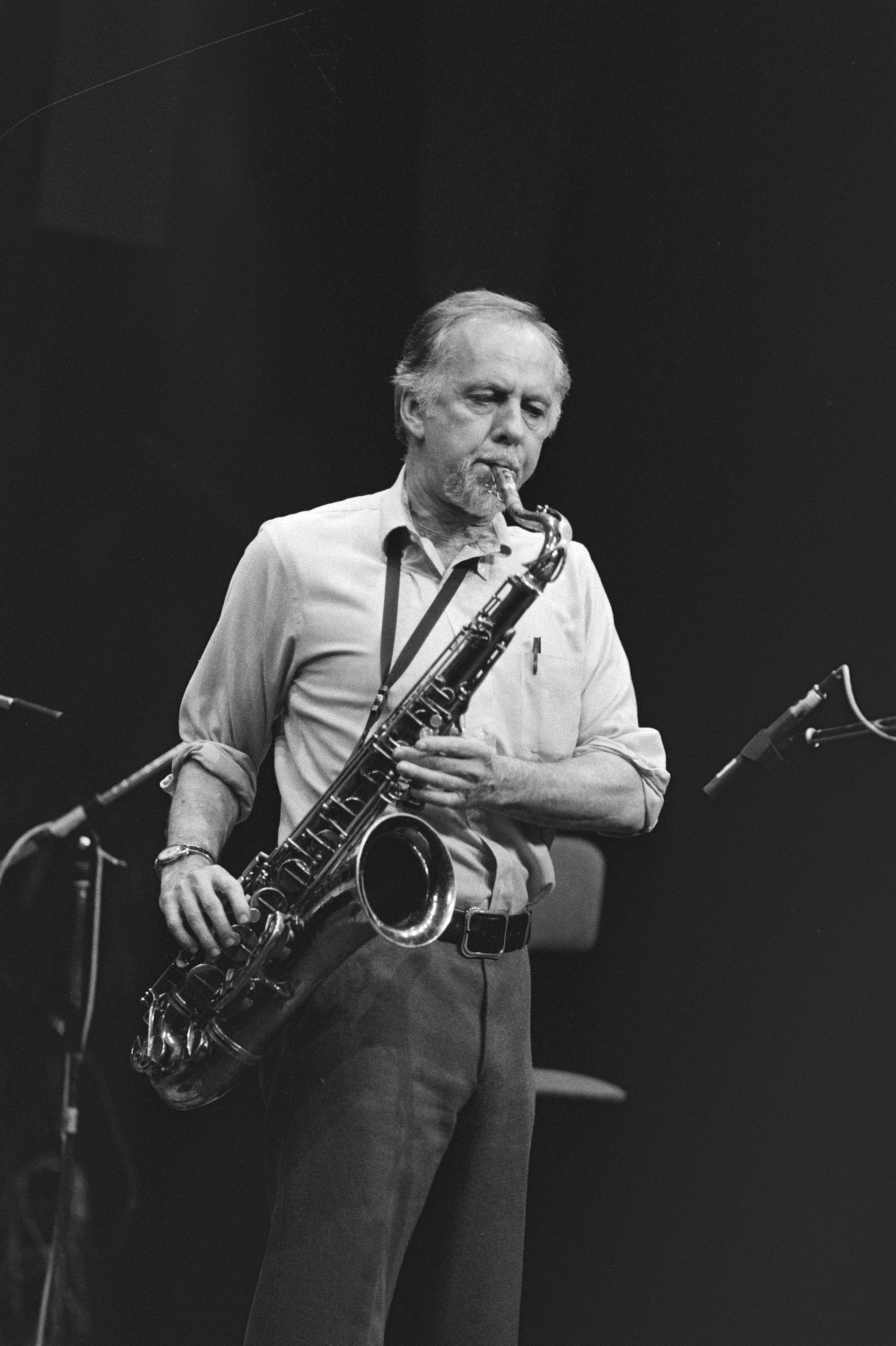
Warne Marsh (Amsterdam, 1982)

Warne Marion Marsh (* 26. Oktober 1927 in Los Angeles; † 18. Dezember 1987 ebenda) war ein stilistisch wichtiger amerikanischer Jazz-Saxophonist der Cool-Jazz-Ära.

## Leben
Warne Marsh wurde als Sohn des Kameramanns Oliver T. Marsh geboren, seine Tante war der Stummfilmstar Mae Marsh. Nach Klavierunterricht im Alter von 10 Jahren begann Warne Marsh in der North Hollywood Junior High School Altsaxophon zu lernen, wechselte aber bald zum Tenor. Bei seltenen Gelegenheiten spielte er auch Bassklarinette. Mit 15 wirkte er in einer erfolgreichen Jugendband mit, den Hollywood Canteen Kids. Während des Zweiten Weltkriegs hatten die jungen Musiker viele Auftritte, auch weil die erwachsenen Profimusiker oft eingezogen wurden und in der Army beschäftigt waren. Warne Marsh wurde bei diesen Konzerten oft als Solosaxophonist „gefeaturet“. 1944/45 spielte er bei den Teen-Agers in einer wöchentlichen Radioshow von Hoagy Carmichael.
Im August 1945 schrieb er sich an der University of Southern California ein. 1946/47 leistete er seinen zweijährigen Wehrdienst; er war in Virginia und New Jersey stationiert. Dort hörte er zum ersten Mal von Lennie Tristano, einem blinden Pianisten, der in New York lebte und unterrichtete. Er nahm Kontakt zu ihm auf, erhielt sporadisch Unterricht und spielte regelmäßig in seiner Gruppe.
Über viele Jahre hinweg war Marsh immer wieder in New York, um bei seinem Mentor Lennie Tristano zu studieren. Nach anfänglichen Erfolgen in Bands mit Tristano und anderen Tristano-Schülern, nach zahlreichen Konzerten und Aufnahmen zog sich Warne jahrelang aus der Öffentlichkeit zurück, übte und studierte in relativer Abgeschlossenheit. Erst 1969, nachdem er schon beinahe in Vergessenheit geraten war, machte Marsh Aufnahmen unter eigenem Namen; in Quartettbesetzung entstand das Album Ne Plus Ultra. Er wurde einem größeren Publikum mit der Band Supersax bekannt, spielte viele Konzerte in verschiedenen Besetzungen, tourte durch Europa und hielt sich längere Zeit zum Spielen und Unterrichten in Skandinavien auf, wo sein Spiel mehr geschätzt wurde als in den USA.
Nach einem ersten Herzanfall rieten ihm Ärzte vergeblich, von Alkohol und Drogen abzusehen und am besten auch das Saxophonspiel einzustellen. Am 18. Dezember 1987 erlag Warne Marsh einem zweiten Herzinfarkt.
Aus der 1964 geschlossenen Ehe mit Geraldine Elmore gingen zwei Söhne hervor, Casey und Jason.

## Karriere als Jazzmusiker
Am 4. März 1949 war Warne Marsh das erste Mal mit Tristano im Studio. Die Platte unter dem Titel Crosscurrent mit Tristano, Lee Konitz (as), Billy Bauer (guit), Arnold Fishkin (b) und Harold Granowsky (dr) stieß teils auf Begeisterung, teils auf Unverständnis. Noch deutlicher wurden die gegensätzlichen Meinungen, als kurz darauf die Aufnahmen Intuition und Digression des Tristano Sextetts erschienen. Es handelt sich hierbei größtenteils um Stücke in freier Form, ohne Vorgabe von Melodie, Harmonie, Rhythmus, im Grunde um die ersten freien Improvisationen (noch vor dem später aufkommenden „Free Jazz“).
In den nächsten Monaten war Marsh häufig im Studio, entweder mit Tristano oder mit Lee Konitz als Bandleader. Das Repertoire enthielt in der Regel Standards mit neuen Melodien, so z. B. Fishin‘ Around (Fishkin) über die Harmonien von I Never Knew, Marshmallow (Marsh) über Cherokee, Tautology (Konitz) über Idaho oder Sound-Lee (wieder Konitz) über Too Marvelous for Words. Warne Marsh war bei diesen anfänglichen Studioaufnahmen wenig als Solist zu hören; er fungierte als „sideman“ und wurde in den Kritiken kaum erwähnt. Auch als er solistisch aktiver wurde, stand er oft im Schatten seines Altsaxophonkollegens Lee Konitz, der Publikum und Kritiker mehr beeindruckte und als weniger „unterkühlt“ oder in sich gekehrt empfunden wurde.
Zu den Aufnahmen kamen zahlreiche Konzerte wie z. B. im New Yorker Club „Birdland“ (direkt zur Eröffnung), im „Clique“, aber auch auf dem Newport Jazz Festival und in der Carnegie Hall. Bis 1952 erschien Warne Marsh ausschließlich im Tristano-Kontext. Eine Ausnahme bildete eine relativ kommerzielle Produktion im April 1951, mit Kai Winding und Billy Taylor; eine Live-Aufnahme aus Toronto von 1952 mit dem Tristano Quintett wurde erst 1982 veröffentlicht. Dass seine Kritiken bis dahin nie besonders großartig ausfielen, gerade im Gegensatz zum vielbeschäftigten und vielgelobten Lee Konitz, lag sicher zum Teil an Marshs sehr zurückhaltendem Charakter. Er wurde als unwahrscheinlich schüchtern beschrieben, äußerte sich anscheinend selten, wenn überhaupt mit wenigen, lakonischen Worten. Teilweise stieß sein leises Spiel mit den charakteristischen Verschleppungen auch auf Unverständnis. Danach verbrachte er einige Jahre in Isolation.
Trotz seiner relativen Abgeschiedenheit erschien Warne Marsh in der Zeitschrift Metronome von 1951 bis 1953 unter den „Saxophonisten des Jahres“ immerhin an vierter Stelle, hinter Flip Phillips, Lester Young und Stan Getz. Dennoch bekamen andere Tristano-Schüler in der Regel mehr Presse und Aufmerksamkeit.
1955 hatte sich Marsh so weit zurückgezogen, dass ein Leserbrief im Metronome sogar beinahe Besorgnis ausdrückte: „Where is Warne Marsh?“ fragte ein Leser aus Ohio.
Viele führten Marshs Abgeschiedenheit auf Lennie Tristanos starken, anti-kommerziellen Einfluss zurück.
Im Juni 1955 brach Marsh dank Lee Konitz sein Schweigen und machte mit seinem langjährigen Kollegen eine seiner wichtigsten Aufnahmen für die Platte Lee Konitz With Warne Marsh. Die Band setzte sich wieder hauptsächlich aus Tristano-Anhängern zusammen, dem Pianisten Sal Mosca und dem Gitarristen Billy Bauer. Ungewöhnlicherweise waren Schlagzeug und Bass aber mit Kenny Clarke und Oscar Pettiford besetzt, die bisher nicht mit Tristano assoziiert wurden; auch wurde entgegen der Tristano-Gewohnheiten ein Blues eingespielt. Das Album gilt heute als ein Klassiker des Cool Jazz. Die hervorragend und etwas ungewohnt besetzte Rhythmusgruppe spornte die Musiker zum intensiven Zusammenspiel und zu Improvisationen an, die im Gegensatz zu früheren Aufnahmen als „wärmer“ empfunden und begeistert aufgenommen wurden. Als relative Neuheit gab es auf der Platte Stücke, in denen Marsh und Konitz kollektiv improvisierten und ihre geschulten Fähigkeiten im Bezug auf Intuition und Kontrapunkt deutlich wurden. Die Platte, die bei einem Teil der Hörer und Kritik lobend aufgenommen wurde, erzeugte bei anderen allerdings ein Missverständnis: Konitz und Marsh begannen das Charlie-Parker-Stück Donna Lee einen Taktschlag früher („1und“ anstatt „2und“), führten die Melodie verschoben fort, bis sie nach der letzten Phrase durch zwei eingefügte Zusatz-Achtel wieder exakt endeten. Diese trickreiche, absichtliche Variation wurde teilweise als Fehler, als „Verspieler“ durch Unfähigkeit der Musiker missinterpretiert.
Im August 1955 beendete Marsh seine Studien bei Tristano und zog wieder nach Los Angeles. Er spielte diverse Konzerte mit Lee Konitz in Hollywood und trat gelegentlich mit dem Bassisten Leroy Vinnegar und variierenden Schlagzeugern (z. B. Shelly Manne oder Frank Butler) im Trio auf. Außerdem arbeitete er im Quintett mit dem Tenorsaxophonisten Ted Brown, dem Pianisten Ronnie Ball, dem Bassisten Ben Tucker und dem Schlagzeuger Jeff Morton. Es wird berichtet, dass Marsh selbstbewusster und mehr im Vordergrund zu hören war als im Zusammenhang mit Lennie Tristano. Er bekam auch zum ersten Mal gute und aufmerksame Kritiken, die im Gegensatz zu seiner Zeit in New York ihn selbst als Musiker würdigten statt als Schüler Tristanos oder als Kollegen von Lee Konitz.
Im Oktober 1956 nahm Marsh mit dem Quintett unter seinem Namen die Platte Jazz of Two Cities auf. Mit dem Namen spielte er auf seine Wohnorte New York (als Stadt der wichtigsten Einflüsse und Eindrücke) und Los Angeles (als Stadt seiner Geburt und der persönlichen Entwicklung) an. Der Kritiker Nat Hentoff beschrieb das Spiel der beiden Saxophonisten als sehr ideenreich, einfühlsam, fließend und technisch versiert. Lennie Tristano rühmte das Album als eines der originellsten in Hinsicht auf Swing, Improvisation, Einfallsreichtum. Warne Marsh selbst war allerdings unzufrieden, da die Produzenten die Aufnahmen nicht nach seinem Plan bearbeiteten und nicht nach seiner Zustimmung fragten. Auch kurz darauf, bei einer weiteren Studioaufnahme, verlief nicht alles nach seinen Vorstellungen; die Aufnahmen wurden zusammen mit denen anderer Bands als Doppel-LP unter dem Namen Modern Jazz Gallery veröffentlicht und als Zusammenstellung wichtiger Beispiele des West Coast Jazz vermarktet. Die Kritiken waren dennoch sehr gut, wenngleich Marsh als Solist kaum besprochen wurde. Erneut wurden das innovative, fließende, swingende Spiel und die technischen Fertigkeiten der Band gelobt, sowie die Wärme und Kraft, die man vom eher intellektuellen Tristano-Stil weniger kannte.
Im November 1956 ging Warne Marsh mit dem Altsaxophonisten Art Pepper ins Studio. Die Aufnahmen wurden erst 1972 auf der Platte The Way It Was! veröffentlicht, erhielten dann aber in der Zeitschrift Down Beat die höchste Bewertung. 1957 erfolgte eine weitere Studioaufnahme, diesmal mit den beiden Saxophonisten Ted Brown und Art Pepper, die 1958 unter dem Namen Free Wheeling erschien. Nach dieser letzten Aufnahme des Quintetts spielte die Formation noch einige Konzerte und löste sich dann auf; einerseits weil Marsh nicht konsequent die Leitung übernahm und sich bei der Organisation sehr passiv verhielt, andererseits wegen verschiedener Missstimmungen innerhalb der Gruppe.
Anschließend spielte er in New York regelmäßig im neu eröffneten Club „Half Note“, meistens zusammen mit Lennie Tristano und gelegentlich auch mit Lee Konitz, während die Besetzung der Schlagzeuger und Bassisten wechselte; im September 1958 wurden die drei von Paul Motian und Henry Grimes begleitet (Radiomitschnitt). Im Februar 1959 entstanden erneut Live-Aufnahmen im „Half Note“, wieder mit Lee Konitz, kurz darauf eine weitere Studioproduktion: Warne Marsh spielte als Sideman bei Lee Konitz Meets Jimmy Giuffre, einem Projekt mit Saxophonsatz und Rhythmusgruppe (darunter Bill Evans am Piano).
Zwar gab es in dieser Zeit einen kleinen Kreis von Fans, die ihm Bewunderung und Achtung zollten, aber kaum Auftrittsmöglichkeiten, abgesehen von den gelegentlichen Konzerten mit Tristano. Marsh kehrte nach Kalifornien zurück, wo er durch die finanzielle Unterstützung seiner Mutter günstiger leben konnte. Ungefähr neun Jahre verbrachte er dort relativ zurückgezogen. Er spielte gelegentlich bei Sessions, widmete sich ansonsten Schach und Scrabble, gab Saxophonunterricht und nahm gelegentlich Nebenjobs an.
Ein kurzer zwischenzeitlicher Aufenthalt in New York hatte Auftritte mit Tristano und Konitz sowie Sonny Dallas am Bass und Nick Stabulas am Schlagzeug zur Folge. 1965 zerbrach das Quintett mit Tristano, Konitz und Marsh endgültig, u. a. weil Konitz in verschiedenen Situationen zu hohe finanzielle Forderungen stellte und schließlich seiner eigenen Wege ging. 1966 spielte auch Warne Marsh das letzte Engagement mit seinem Mentor.
1968 nahm er in Los Angeles mit der Clare Fischer Big Band das Album Thesaurus auf. 1969 erfolgte die Aufnahme der erfolgreichen Platte Ne Plus Ultra mit dem Altsaxophonisten Gary Foster, dem Bassisten Dave Parlato und dem Schlagzeuger John Tirabasso. Marsh wurde von einem Kritiker als einer der großen Tenoristen seiner Zeit gerühmt. Die Band spielte Konzerte in San Francisco, Pasadena, San Fernando Valley und Glendale.
1972 wirkte Marsh zuerst als Vertretung, dann als ständiges Mitglied in der Gruppe Supersax mit, in der Charlie-Parker-Soli für Saxophonsatz plus Trompete, Klavier und Schlagzeug arrangiert und aufgeführt wurden. Die Band erhielt große Aufmerksamkeit; viele Engagements, Tourneen durch Kanada, Europa und Japan folgten. Für die Platte Supersax Plays Bird wurde die Gruppe 1974 mit einem Grammy für die „Best Jazz Performance“ ausgezeichnet.
Durch den Erfolg mit Supersax gelangte Marsh wieder mehr an die Öffentlichkeit, so dass er sich auch bald intensiver seinen eigenen Projekten widmen konnte.
1975 tourte er durch Dänemark, Schweden und Norwegen, wo es oft ein breites Publikum für die Tristano-geprägten Musiker gab. Von den zahlreichen Konzerten (u. a. auch mit dem bekannten dänischen Bassisten Niels-Henning Ørsted Pedersen) existieren teilweise Mitschnitte. Zurück in Amerika entstanden weitere Schallplatten. Warne Marsh gab Konzerte mit Lee Konitz in Chicago und Edmonton (Kanada). 1977 entstand eine seiner bekannteren Studioaufnahmen; die LP Warne Out mit dem Bassisten Jim Hughart und dem Schlagzeuger Nick Ceroli.
1978 und 1979 tourte Marsh mit dem Bassisten Red Mitchell durch Skandinavien. 1980 nahmen die beiden zusammen mit der norwegischen Sängerin Karin Krog die LP I Remember You auf. Warne Marsh erlebte nun die Zeit seiner häufigsten Engagements; es folgten viele weitere Konzerte und Studioproduktionen in Skandinavien, darunter Aufnahmen mit dem Kenny Drew Trio. Abgesehen von seiner regen Auftrittstätigkeit gab Marsh Kurse, Workshops und hielt Vorträge an Schulen. In New York spielte er weiterhin oft mit Tristano-Schülern und -Anhängern. In den 1980er Jahren entstanden noch die erfolgreichen Criss-Cross-Jazz-Alben Star Highs (1982) (mit Hank Jones, George Mraz und Mel Lewis), A Ballad Album (1983) und Blues for a Reason (1984) mit Chet Baker.
Warne Marsh verstarb während eines Bühnenauftritts in Donte’s Jazzclub in North Hollywood, Los Angeles, als er über Out Of Nowhere solierte.

## Musikalische Einflüsse
Als frühe musikalische Einflüsse Marshs gelten Coleman Hawkins und Ben Webster, später vor allem Lester Young und natürlich Lennie Tristano. Marsh traf seinen Lehrer bis zu dessen Tod 1978 regelmäßig, für Konzerte, Aufnahmen und Studien. Er erfüllte meist genau seine Forderungen und folgte seinen musikalischen Anschauungen, unterließ oft eigene Vorhaben oder verspielte Chancen, die von Tristano missbilligt und als kommerziell abgetan wurden. Erst Jahre später äußerte Marsh, dass er sich dem übermäßig starken Einfluss Tristanos bewusst sei und ihm zu entkommen versuche. Durch Anregung Tristanos beschäftigte sich Marsh auch mit Johann Sebastian Bach, Béla Bartók, Arnold Schönberg und Paul Hindemith.

## Personalstil, Improvisationshaltung, Persönlichkeit
Charakteristisch für Marshs Spielweise waren seine langen, biegsamen Linien, oft nur von kurzen Atempausen getrennt, seine melodische, harmonische und rhythmische Kreativität, seine relative Freiheit von Konventionen (Licks), seine Gewohnheit, hinter dem Beat zu spielen. Mit biegsamem Timing dehnte er seine Phrasen, begann und schloss sie sowohl metrisch als auch melodisch zu ungewöhnlichen Zählzeiten. Er zeichnete sich durch seinen sehr eigenen, luftigen, „trockenen“ Ton mit wenig Vibrato aus, spielte oft eher Altsaxophon-orientiert in der Höhe seines Instruments und bezog auch das Altissimo-Register sehr gekonnt ein. Marsh verfügte über eine große Bandbreite von Akzentuierungsmöglichkeiten. Teilweise spielte er „gerade“ (vielleicht an der Musik des Barock orientiert), in anderen Situationen sehr swingend (eher von Lester Young inspiriert).
Für Marsh hatte die Improvisation in der Musik Priorität; so wichtig ihm Übungen und Studien waren, so hatte doch die Spontaneität in der tatsächlichen Spielsituation den Vorrang. Die Komposition stand für ihn hinter der Improvisation (die ja im Grunde die spontane Komposition darstellt). Studioaufnahmen fanden deswegen nicht sein besonderes Interesse, da sie nicht die Wirkung für den Moment, sondern für die Zukunft in den Vordergrund stellen. Der Fokus auf Improvisation betraf im Grunde jeden Bereich seiner Musik: die Gestaltung der Melodielinien, des Tons, des Timings, der Intonation, der Interaktion mit den anderen Musikern. Seiner Aussage nach bestand seine Wunschvorstellung darin, in einer Gruppe völlig ohne Vorgaben Stücke (Melodie, Harmonien, Form) zu improvisieren. Diese Vision oder dieses Konzept nannte er „my updated Dixieland“. Auch von der seiner Meinung nach (schon damals) nicht mehr zeitgemäßen Rolle des üblichen „Solo-Spielens“ mochte er sich zugunsten kollektiver, kontrapunktischer Improvisation entfernen.
Warne Marshs Charakter passte in vieler Hinsicht zu seiner musikalischen Haltung. Er wurde als schüchtern, zurückhaltend und sogar verschlossen beschrieben und „vermarktete“ sich dementsprechend (überhaupt nicht). Lange Jahre hindurch wurden seine Kollegen meistens mehr beachtet. Er ergriff selten die Initiative, plante und organisierte kaum. Angeblich litt er häufig unter Angst – sicher auch ein Grund für seine Abhängigkeit von Alkohol, Marihuana, Kokain, Amphetaminen (und Tristano).

## Diskografische Hinweise
unter eigenem Namen
- Jazz of Two Cities (Imperial Records, 1956); in Stereo unter dem Titel: Winds of Marsh
- Music for Prancing (Mode Records, 1957)
- Ne Plus Ultra (Revelation Records, 1970)
- The Unissued 1975 Copenhagen Studio Recordings (ed. 2014)

- mit Lee Konitz:
  - Lee Konitz With Warne Marsh (Atlantic Records, 1955)
  - Live at the Montmartre Club (Storyville Records, 1975)
- Warne Out (Interplay Records, 1977)
- mit Art Pepper
  - Unreleased Art: Volume 9: At Donte’s, April 26, 1974

als Sideman
- Lennie Tristano: Crosscurrents (Capitol Records, 1949); Live in Toronto 1952 (Jazz Records, 1982)
- Kai Winding, Tony Fruscella, Sam Most u. a.: Bebop Revisited, Vol. 3, 1951–53 (Xanadu Records, 1954)
- Art Pepper: The Way It Was!, 1956 (Contemporary Records, 1972)
- Ted Brown: Free Wheeling (Vanguard Records, 1956)
- Lee Konitz: Lee Konitz Meets Jimmy Giuffre (Verve Records, 1959); Live at the Half Note, 1956 (Verve Records, 1994)
- Clare Fischer Big Band: Thesaurus (Atlantic Records 1969)
- Supersax: Supersax Plays Bird (Capitol Records, 1973)

Sammlung
- The Complete Atlantic Recordings of Lennie Tristano, Lee Konitz & Warne Marsh (1955-58) – (Mosaic, 1997) – 10 LPs oder 6 CDs – Lennie Tristano p mit Lee Konitz, Gene Ramey, Art Taylor, Peter Ind, Jeff Morton dm – Lee Konitz as mit Sal Mosca, Peter Ind, Dick Scott dm, Billy Bauer, Arnold Fishkind b, Jimmy Rowles, Leroy Vinnegar, Shelly Manne, Don Ferrara – Lee Konitz & Warne Marsh ts mit Sal Mosca, Billy Bauer, Oscar Pettiford, Kenny Clarke, Ronnie Ball p – Warne Marsh mit Ronnie Ball, Paul Chambers, Philly Joe Jones, Paul Motian